# Luis García de la Rasilla
Luis García de la Rasilla Navarro-Reverter (Madrid, 1906-ibidem, 1982) fue un arquitecto español que realizó y construyó proyectos en toda España, muchos de ellos en Madrid.

## Trayectoria
García de la Rasilla nació y estudió en Madrid, obtuvo su título de arquitecto en la Escuela Técnica Superior de Arquitectura de Madrid (ETSAM) en 1931. Desarrolló parte de su trabajo profesional como arquitecto de la administración estatal en diferentes puestos, antes de la Guerra civil española como arquitecto de sanidad y en catastro, y después de la guerra en la Dirección Nacional de Regiones Devastadas, en la Dirección General de Patrimonio del Estado, y en la Dirección General del patronato de protección de la mujer. Parte de su obra, del año 1934 al 1980, está recogida en su legado al Centro de Documentación de Arquitectura de la Fundación Arquitectura COAM. Destacar los numerosos trabajos de reconstrucción y rehabilitación que realizó, y entre los edificios de nueva planta, colonias de viviendas, edificios de viviendas y de servicios terciarios como el Colegio de Santiago en el distrito de Carabanchel o el Colegio Mayor Universitario San Pablo.
Entre 1941 y 1943 García de la Rasilla realizó la reconstrucción del Palacio del Marqués de Grimaldi o de Godoy, para convertir el palacio en Museo del Pueblo Español en colaboración con Fernando Moreno Barberá. Edificio declarado monumento BIC, Bien de Interés Cultural (España) en 1962 en la categoría de museo y BIC en el año 2000 en la categoría de palacio. El edificio original, proyectado como palacio para el marqués de Grimaldi está ubicado cerca del Palacio Real de Madrid. Con el proyecto de Francisco Sabatino del año 1776 y final de construcción en 1782, en los años 1941 a 1943 se reformó para uso de Museo.
García de la Rasilla también escribió artículos sobre arquitectura publicados en revistas especializadas como la Revista Nacional de Arquitectura, la actual Arquitectura editada por el Colegio Oficial de Arquitectos de Madrid, o la revista Reconstrucción.

## Obras seleccionadas
- 1940 Plan de actuación de la Dirección General de Regiones Devastadas en el barrio de Opañel del Distrito de Carabanchel.
- 1940-1941 reconstrucción de la iglesia parroquial de Cristo Rey, también conocida como capilla del Carmen de la Colonia Municipal del barrio de Moscardó, en la Calle Amor Hermoso 15 del distrito Usera.
- 1941-1943 reacondicionamiento del Palacio del Marqués de Grimaldi en Museo del Pueblo Español.
- 1943 ampliación de viviendas pareadas en calle Pinar 22 en el barrio del El Viso (Madrid) del distrito de Chamartín.
- 1943 bloque de viviendas en manzana cerrada con patios ajardinados, en la calle de Bravo Murillo 355 del distrito Tetuán (Madrid), en colaboración con Arístides Fernández Vallespín.
- 1944-1949 Colonia Molino de Viento en la calle Mauregato del Distrito de Latina, promovida por el patronato municipal de la vivienda, son viviendas de 35 m² con entradas por galerías de tipo corrala.
- 1944-1950 Viviendas de la Colonia de San Vicente y Casa de la Falange, en la calle Islas Bermudas 11 del distrito de Fuencarral-El Pardo. Un encargo del ayuntamiento de Fuencarral para construir 32 viviendas para funcionarios, protegidas por el INV, Instituto Nacional de la Vivienda (España).
- 1944-1950 Colegio Mayor Universitario San Pablo en la calle Isaac Peral 58 del distrito de Chamberí. En colaboración con José María de la Vega Samper.
- 1944-1945 reconstrucción del Colegio de Santiago en la Calle del General Ricardos 173 del distrito de Carabanchel tras los daños sufridos en los bombardeos de la guerra civil.[3]
- 1945 conjunto de Regiones Devastadas en el Paseo de Extremadura 110 a 124, distrito de Latina (Madrid). En colaboración con Ernesto Ripollés de Palacio.
- 1951 Iglesia de San Diego en Entrevías, en la calle Peironcely del distrito de Puente de Vallecas. En colaboración con Claudio Martínez González.
- 1952 segunda reconstrucción de la iglesia parroquial de San Miguel Arcángel en la Calle General Ricardos 21 del distrito de Carabanchel.
- 1952 reforma de la casa del conde de Guaqui en la Calle del Marqués de Cubas 19 del Distrito de centro.
- 1944, 1950 y 1953, tres reformas en el edificio de la Delegación de Hacienda Centro, en la calle Montalbán 6 del distrito de Retiro (Madrid), dentro del área declarada Paisaje de la Luz, Paseo del Prado y el Buen Retiro, paisaje de las artes y las ciencias, desde el 25 de julio de 2021, Patrimonio de la Humanidad por Unesco.
- 1954 ampliación y reforma de la sede internacional de la Institución Teresiana en la Calle Príncipe de Vergara 88 del distrito de Salamanca (Madrid).